# Покушение в Тусон (2011)
32°20′09.5″ с. ш. 110°58′30.5″ з. д. / 32.335972° с. ш. 110.975139° з. д.
Покушението в Тусон, Аризона е акт на безразборна стрелба от 22-годишния нападател Джаред Лий Лафнър в гр. Тусон, щата Аризона, САЩ в събота, 8 януари 2011 г.
Стрелецът открива огън с полуавтоматичен пистолет, в резултат на което е ранена сериозно 40-годишната членка на Камарата на представителите на САЩ Габриела Гифърдс и са убити общо 6 души, сред които са помощникът на Гифърдс Габе Цимерман и федералният съдия Джон Рол (на английски: John McCarthy Roll). Гифърдс е ранена в главата (куршумът е излязъл навън) и в критично състояние е закарана до болницата.
Лафнър е използвал пистолет с удължен пълнител за нападението, като се е приближил в гръб на около метър от Гифърдс и произвел най-малко 20 изстрела по нея и околните. При безразборната стрелба загиват 6 души, а още между 12 и 14 други са ранени. Сред убитите е 9-годишно момиче, братовчедка на актрисата София Буш, родено на 11 септември 2001 година. Стрелецът е ветеран от войната в Афганистан, като за полицията мотивите му не са ясни. За мотивите за извършване на престъплението се появяват различни версии, сред които, че е стреляно под влияние на агитациите на т.нар. „Чаено парти“ и че убиецът е екстремист, понеже у него били открити „Моята борба“ и „Комунистическия манифест“ едновременно (сенаторката Гифърдс е от еврейски произход), и т.н. До пълното изясняване на случая, който е възложен от президента Барак Обама на директора на ФБР Робърт Мюлер, нищо по-определено не се знае относно мотивите за стрелбата, както и дали в действителност целта е била Гифърдс.
За отбелязване е, че простреляната американска сенаторка е видна поддръжничка на правото на американците да притежават оръжие.
Обществеността в САЩ стоварва част от вината за случилото се върху Сара Пейлин, призовала за отстраняване от политиката на Габриела Гифърдс, и на още 19 други парламентаристи демократи.
Още на 22 март 2010 г. е било разбито стъклото на офиса на Габриела Гифърдс в Тусон, както и извършени поредица от нападения върху офиси на Демократическата партия в щатите Ню Йорк и Канзас.

## Обществен дебат
След покушението в американското и други общества се разгаря дебат по лансираните от масмедиите водещи версии за убийството.
Най-много критика отнася Сара Пейлин, понеже „призовала“ на сайта си към „разправа“ с политическите си противници. Няма доказателства които да сочат, че има каквато и да е пряка връзка между призивите на един от водачите на т.нар. „Чаено парти“ и покушението.
Другата водеща варсия лансира покушението като акт на антисемитизъм. Данните в тази насока се извеждат от произхода и личността на сенатор Гифърдс. Тя е дете от брак между евреин и нееврейка – сциентоложка по вяра. Дядо ѝ по бащина линия е син на литовския равин Акиба Хорнщейн. Дядото на сенатор Гифърдс в разгара на Втората световна война (1940) от съображения за сигурност се премества в Аризона от Ню Йорк. С преселването си в Тусон, той основава семейна фирма, занимаваща се с гуми за автомобили „El Campo Tire“, превърнала се в една успешна и процъфтяваща бизнес дейност в продължение на 50 години, която позволява на младата Гифърдс да се кандидатира от Аризона за Конгреса и Сената на Съединените щати.
Въпреки че по еврейските закони сенатор Гифърдс не се приема за еврейка по семейственост, тя през 2001 г. се обявява за такава, посещавайки Йерусалим, като заявява при посещението си и след срещата си с тогавашния кмет на града Ехуд Олмерт, че „САЩ трябва да останат ангажирани към Израел в Близкия изток, като единствената демократична държава в региона“ и че „мир в Близкия изток може да има само когато арабските съседи и палестинците приемат правото на Израел да съществува“. Сенатор Гифърдс е сред инициаторите на законопроекта за изплащане на допълнителни обезщетения на жертвите на Холокоста, който среща неодобрението на 13 видни конгресмени, сред които Ранди Граф.
Версията и тезата, че покушението е индивидуален акт на антисемитизъм, търпят сериозна критика. Жертви на покушението са невинни хора, а вероятната цел според застъпниците ѝ е жива. Отделно от това, тезата не издържа на критиката, защото във вътрешната политика на САЩ сенатор Гифърдс е отявлен противник на големите застрахователни компании, които се свързват с еврейския капитал, а е твърд поддръжник на въвеждането в САЩ на добрите европейски практики за обществено и здравно осигуряване. Даже да има елемент на антисемитизъм в мотивите на извършителя, то въз основа на откъслечни сведения не бива да правят кардинални заключения, смята раби Дов Фишер, професор по право в Юридическия факултет в Лойола. Равинът е изключително скептично настроен към лансираните версии, че актът на покушението е по антисемитски подбуди. Изтъква исторически аргументи, както и този, че даже извършителят да е харесвал „Моята борба“ на Хитлер, то е бил и привърженик на идеите на „Комунистическия манифест“, както и почитател на басните на Езоп, на „Алиса в страната на чудесата“, „Магьосникът от Оз“ и Питър Пан. Това какви са били личните идейни и художествени предпочитания на извършителя не може да бъде мотив за масовото убийство според равина. Случаи като този, не са инцидентни за САЩ, продължава към края на разсъжденията си професора, а извършителят е просто луд.